# Hospital de São Francisco Xavier
O Hospital de São Francisco Xavier (HSFX) é uma unidade hospitalar portuguesa, atualmente integrada no Centro Hospitalar Lisboa Ocidental EPE (CHLO). Fica situado na freguesia de Belém, na zona do Restelo em Lisboa. É um Hospital Geral, Central, onde estão sediadas a Urgência Geral de grau 4, a Urgência Pediátrica e a Urgência Obstétrica/ Ginecológica da Zona Ocidental de Lisboa.

## Área de influência
A área de influência do Hospital é constituída pelas freguesias de São Francisco Xavier, Santa Maria de Belém, Ajuda, Alcântara e Santo Condestável, do Concelho de Lisboa, todo o Concelho de Oeiras, para cuja população é o hospital de primeira linha, e ainda todo o Concelho de Cascais para a área de Saúde Mental. É o Hospital Central de referência do Centro Hospitalar Condes Castro Guimarães, para a prestação de cuidados de saúde referenciados. É, ainda, hospital de referência para o Hospital Prof. Doutor Fernando da Fonseca para o trauma complicado.
O Hospital de São Francisco Xavier presta cuidados de saúde diferenciados a uma população de cerca de 934.723 habitantes.

## História
O Hospital de São Francisco Xavier foi instalado no edifício de uma clínica privada do início dos anos setenta ("Clínica do Restelo") comprada para o efeito pelo Ministério da Saúde, respondendo à necessidade de expansão da rede hospitalar da capital, até então quase exclusivamente servida pelas urgências hospitalares do São José e do Santa Maria, em notória sobrelotação e degradação de condições.